# 神之子池
43°38′43″N 144°33′1″E / 43.64528°N 144.55028°E

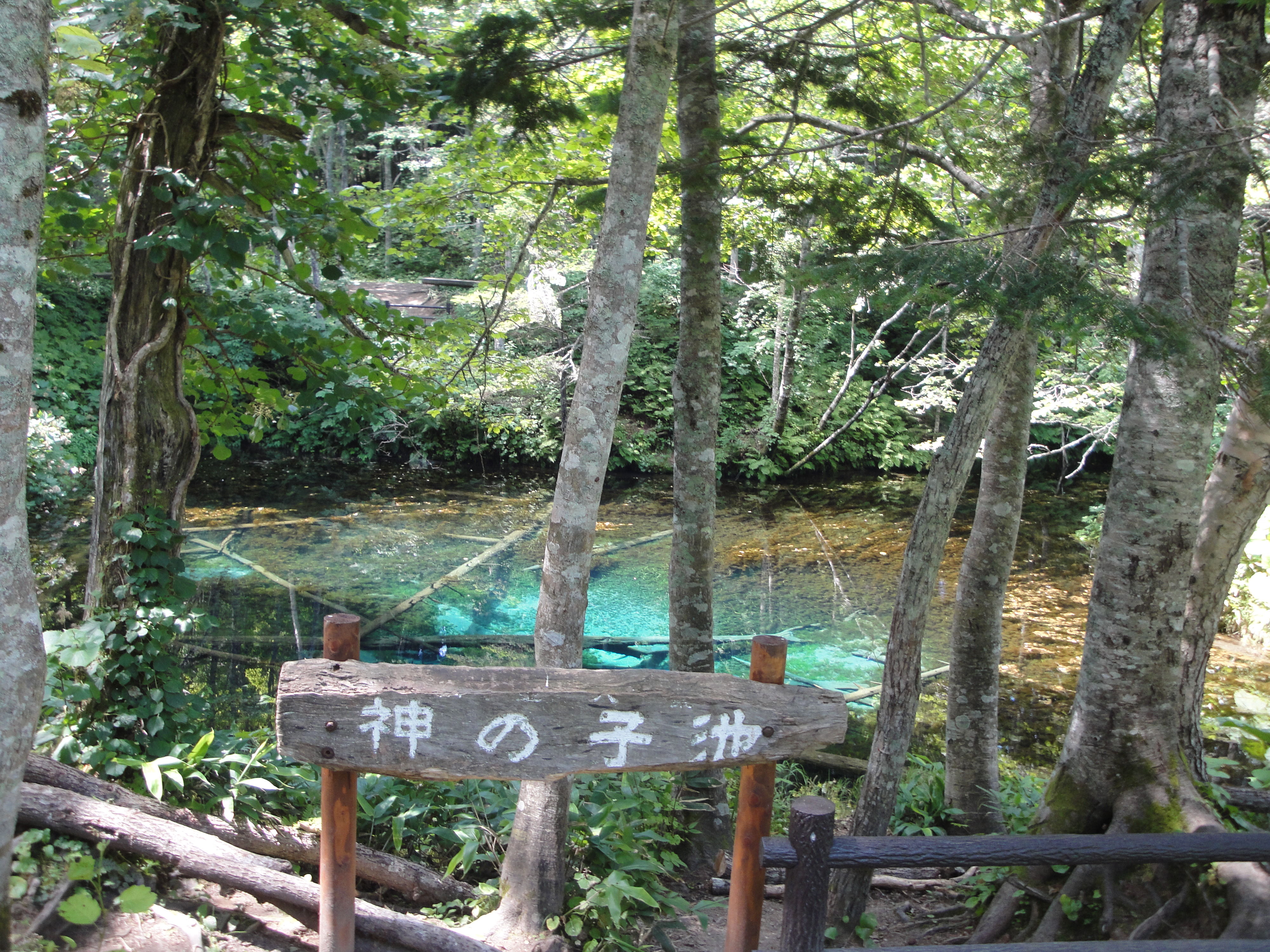
神之子池

神之子池（日语：神の子池）是位於日本北海道斜里郡清里町的一個水池。水深5米，平均水溫8度。
神之子池的水源為來自摩周湖的地下河，每天湧出的水量約在1,5000噸。由於神之子池池水的透明度極高，可以很清楚的看見沉在池底的倒樹，在天氣好的時候，池水會呈現出寶石藍色。

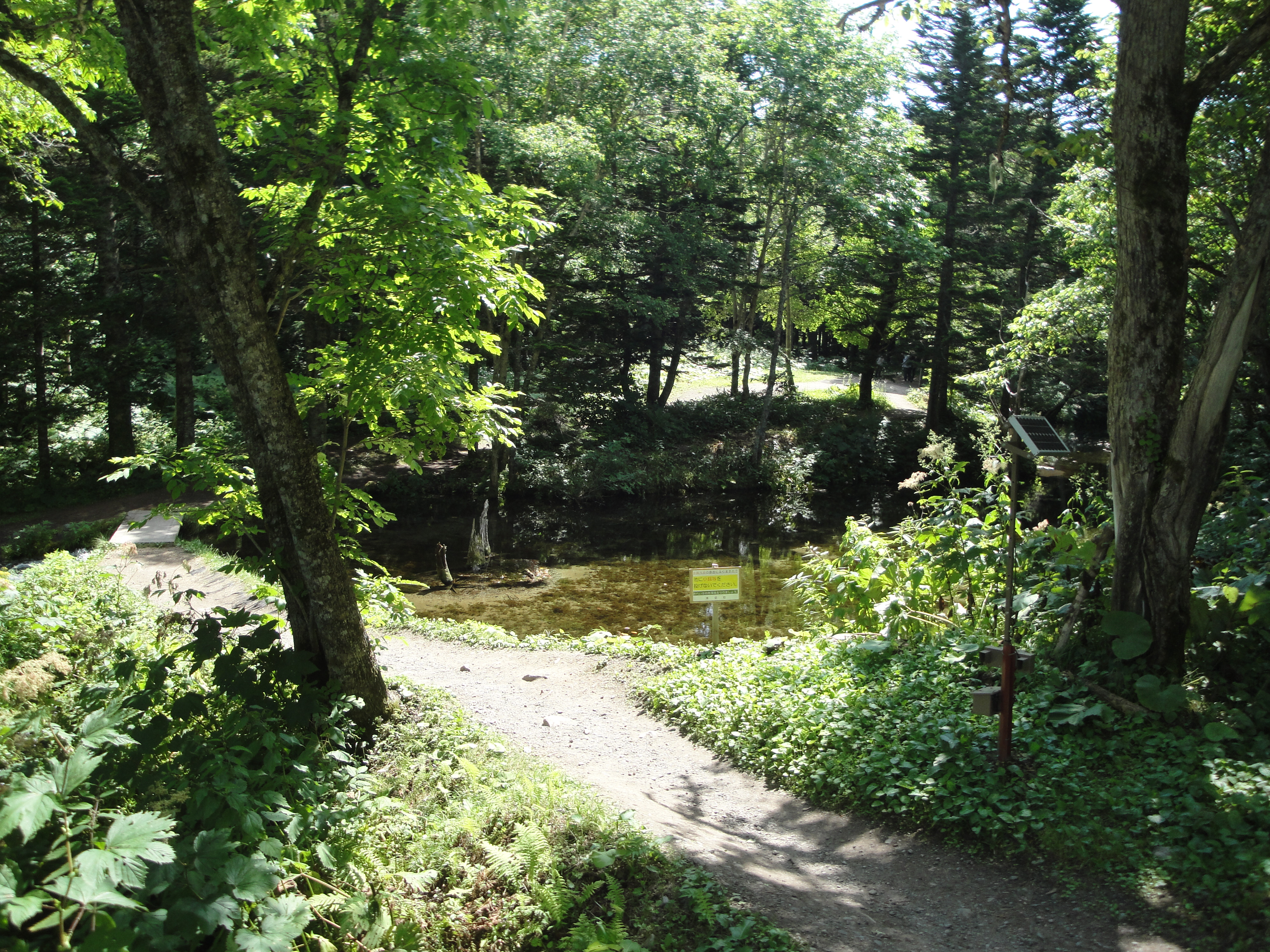
位於樹林間的神之子池
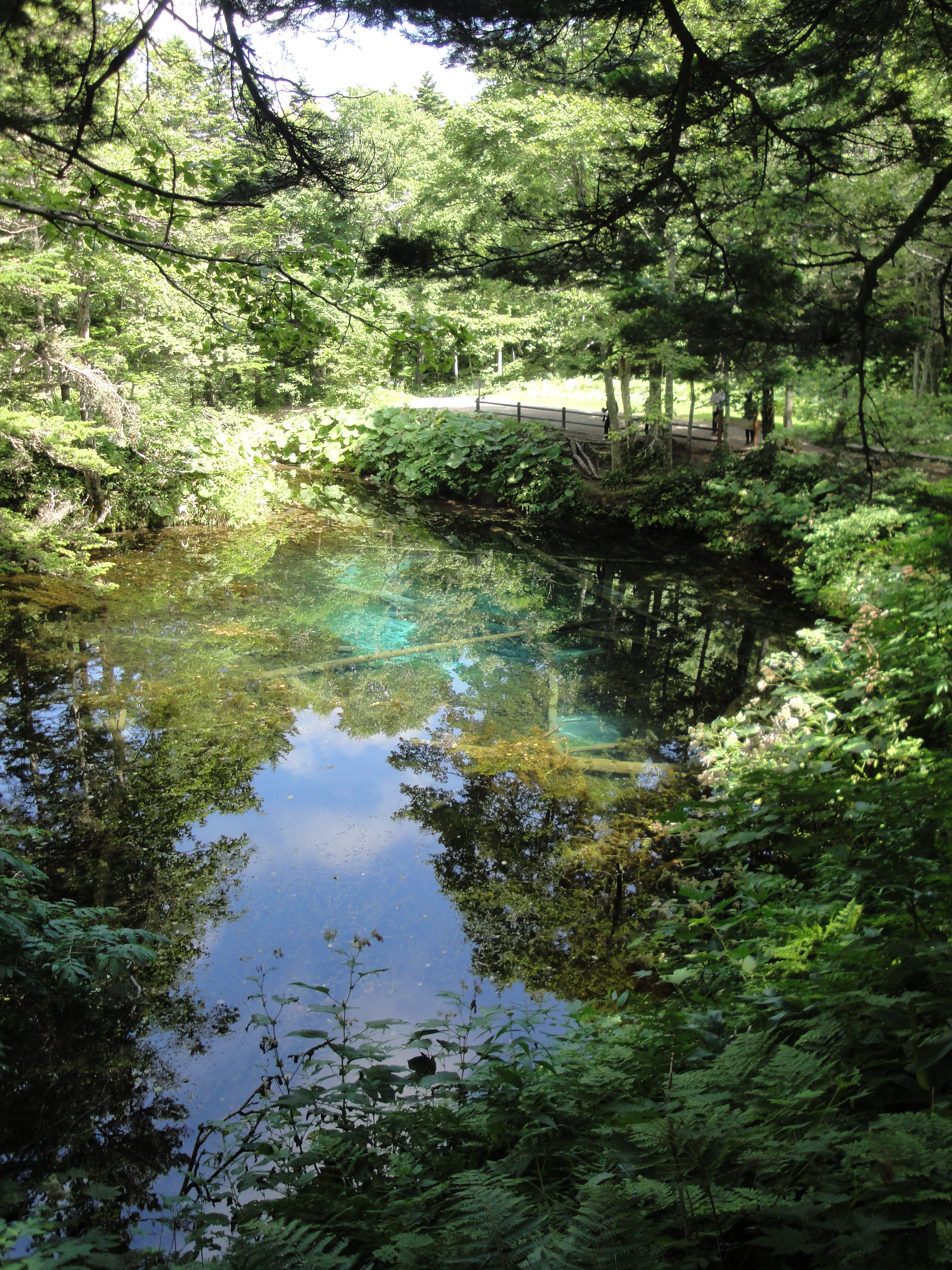
位於樹林間的神之子池
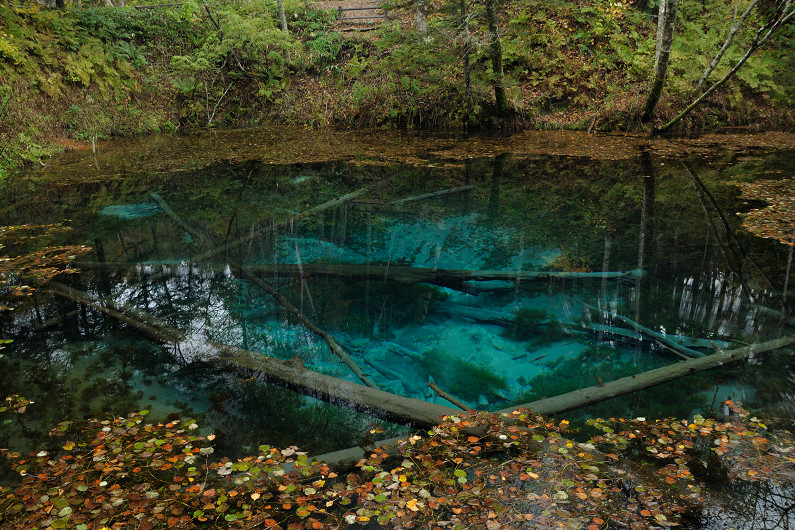
神之子池
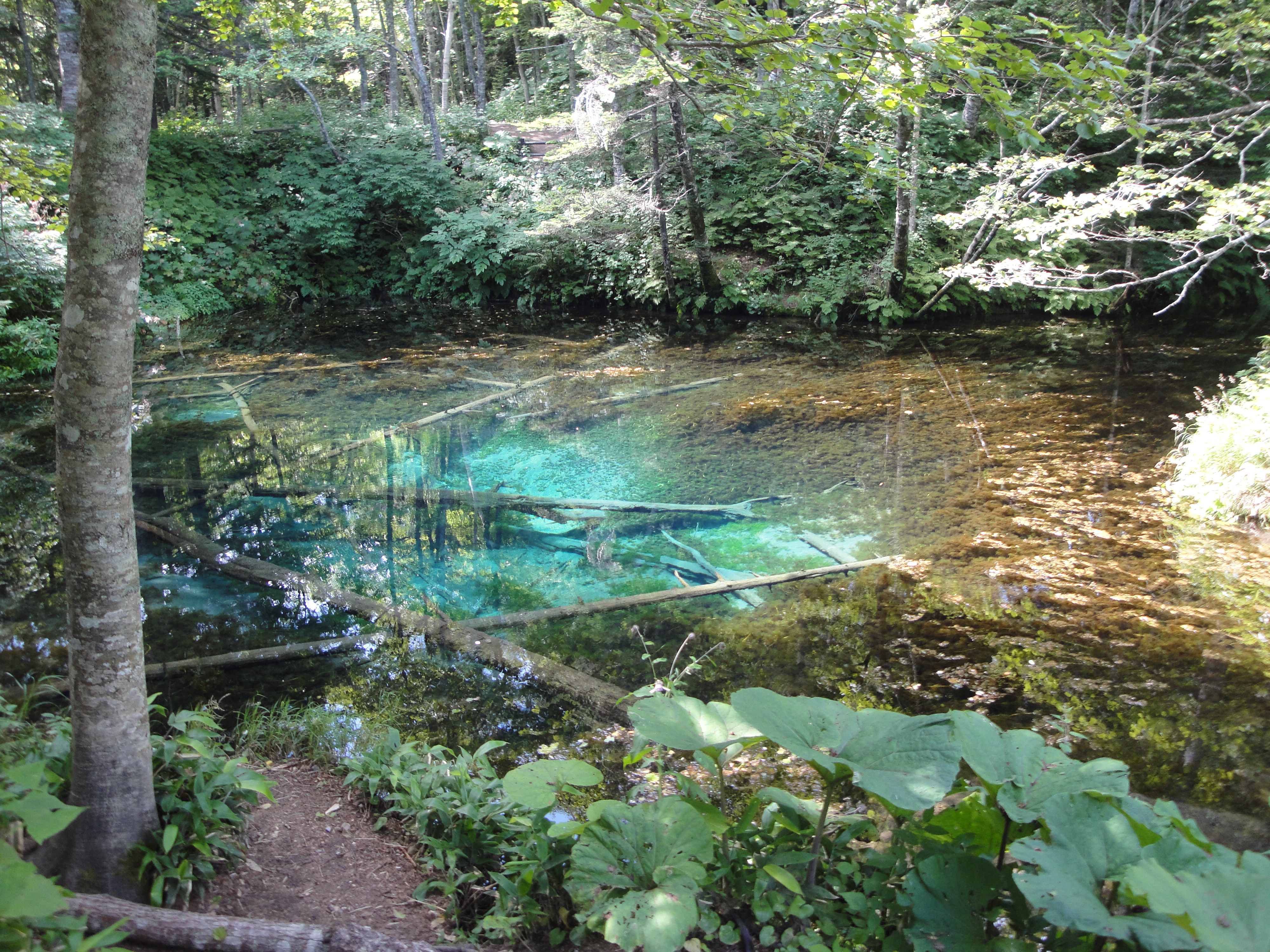
神之子池
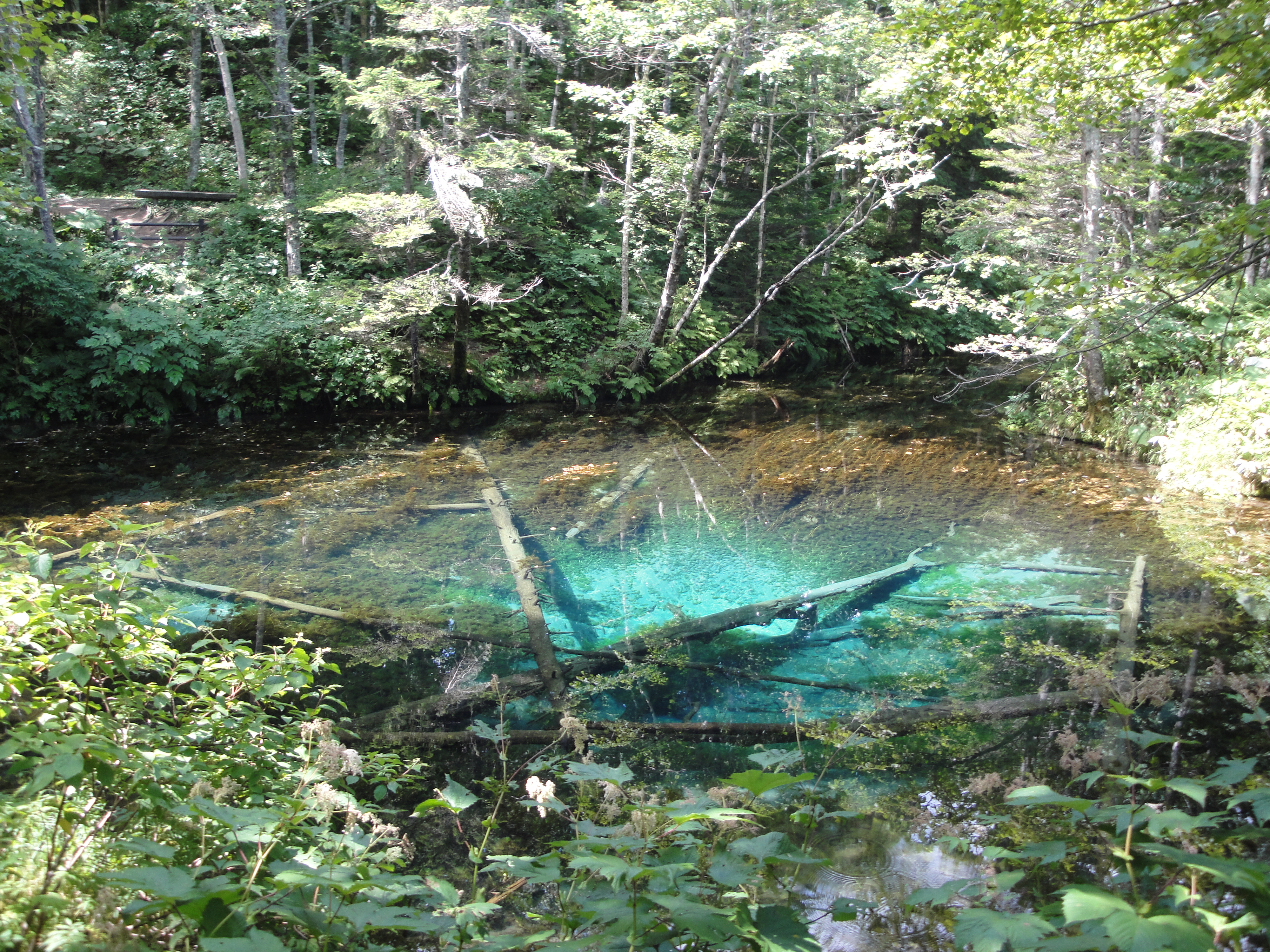
神之子池

## 外部連結
- （日語） 清里町 観光 神の子池